# Carson (Dacota do Norte)
Carson é uma cidade localizada no estado norte-americano de Dacota do Norte, no Condado de Grant.

## Demografia
Segundo o censo norte-americano de 2000, a sua população era de 319 habitantes.
Em 2006, foi estimada uma população de 276, um decréscimo de 43 (-13.5%).

## Geografia
De acordo com o United States Census Bureau tem uma área de
10,4 km², dos quais 10,4 km² cobertos por terra e 0,0 km² cobertos por água. Carson localiza-se a aproximadamente 701 m acima do nível do mar.

## Localidades na vizinhança
O diagrama seguinte representa as localidades num raio de 36 km ao redor de Carson.